# Самата
Самата — український музичний гурт, утворений влітку 2005 року в Чернівцях.

## Історія
Гурт створив Тарас Ніцович, власник звукозаписувальної студії «Флеш», разом із Сергієм Собіщанським. Концертний склад Самати було створено на основі студійного проєкту спеціально для участі у фестивалі «Країна Мрій ’2008» за запрошенням Олега Скрипки.
Навесні 2008 року вийшла у світ перша платівка гурту «Fire Show» видавництвом «Країна Мрій», до запису якого долучились музиканти з гурту Гуцул Каліпсо та багато інших музик Чернівців. На ній звучить низка інструментів: мандоліна, ксилофон, дримба, сопілка, губна гармоніка, акордеон, електросмичок, варґан, перкусія, гітара, духові та клавішні. 2011 року вийшла друга платівка «Воплів Відоплясова» та гурту «Самата», в якому присутні обробки дванадцяти пісень гурту ВВ у стилі ейсід-джазу.

## Дискографія
- Самата — Fire-show (Країна мрій, 2008)
- Самата — Воплі Відоплясова (Країна мрій, 2011)
- Samata — Fire-show [Архівовано 26 листопада 2012 у Wayback Machine.] (оновлена digital-версія) («Easy Summer» [Архівовано 16 вересня 2012 у Wayback Machine.] USA.California 2012)

## Склад гурту
- Сергій Собіщанський — гітара, спів
- Сергій Шаляпін — бас
- Максим Рибчук — труба
- Валерій Петрович — саксофон
- Тарас Ніцович — електронне знаряддя, перкусія, дримба